# Gerhard Tomedi
Gerhard Tomedi (* 26. August 1954 in Innsbruck) ist ein österreichischer Prähistoriker.

## Leben
Er studierte Ur- und Frühgeschichte sowie Klassische Archäologie an der Universität Innsbruck, wo er 1985 promoviert wurde. Neben dem Studium baute er als Vertragsbediensteter am Institut die Restaurierungswerkstätte auf. Seit 1986 war er zuerst als Assistent, ab 1997 als Dozent an diesem Institut tätig. 1998 habilitierte er sich und wurde zum außerordentlichen Universitätsprofessor der Universität Innsbruck ernannt. 2019 ging er in den Ruhestand.
Zu Tomedis Arbeits- und Forschungsschwerpunkten gehören die Bronze- und Eisenzeit in Mitteleuropa, auf dem Balkan, in Pannonien und in Italien sowie die Archäologische Landesaufnahme unter besonderer Einbeziehung von Laienforschern, Wissenschaftstheorie und Forschungsgeschichte. Er nahm Grabungen zu Forschungszwecken an der Höhensiedlung am Pirchboden in Fritzens, am Heiligtum in Goldbichl, am Siedlungs- und Gräberareal am Widenfeld in Ampass und am Siedlungs- und Gräberareal am Gföllbichl in Mösern vor. Zudem übernahm er die Leitung verschiedener Denkmalschutzgrabungen, unter anderem am Heiligtum am Demlfeld. Seine Habilitationsschrift über das hallstattzeitliche Gräberfeld von Frög brachte ihm 2003 den „Preis der Landeshauptstadt Innsbruck für die wissenschaftliche Forschung an der Universität Innsbruck“ ein.
Zusammen mit Kurt Haselwandter konzipierte Tomedi das Rätermuseum in Birgitz. Im Archäologischen Museum Fliess richtete er den Bereich Bronzezeit ein.

## Schriften (Auswahl)
- Italische Panzerplatten und Panzerscheiben. Steiner, Stuttgart 2000, ISBN 3-515-07438-4.
- Das hallstattzeitliche Gräberfeld von Frög (Kärnten). Die Altgrabungen von 1883 bis 1892. Archaeolingua, Budapest 2002, ISBN 963-8046-42-2.
- Der bronzezeitliche Schatzfund vom Piller. Fließ 2004, OCLC 603213995.